# Mino Montanari
Mino Montanari (né le 17 août 1936 à Cavriago et mort le 30 novembre 2018 à Louhans) est un artiste peintre italien.

## Biographie
Artiste peintre italien à la double nationalité (française), né le 17 août 1936 à Cavriago (Reggio d’Émilie, Italie) de Leo Montanari et Anita Strozzi.  
Ayant commencé sa carrière artistique dès son enfance lors de sa formation dans l'atelier de couture de son père, Leo Montanari, il obtient en 1949 un premier prix grâce à un concours célébrant Pâques[Lequel ?]. 

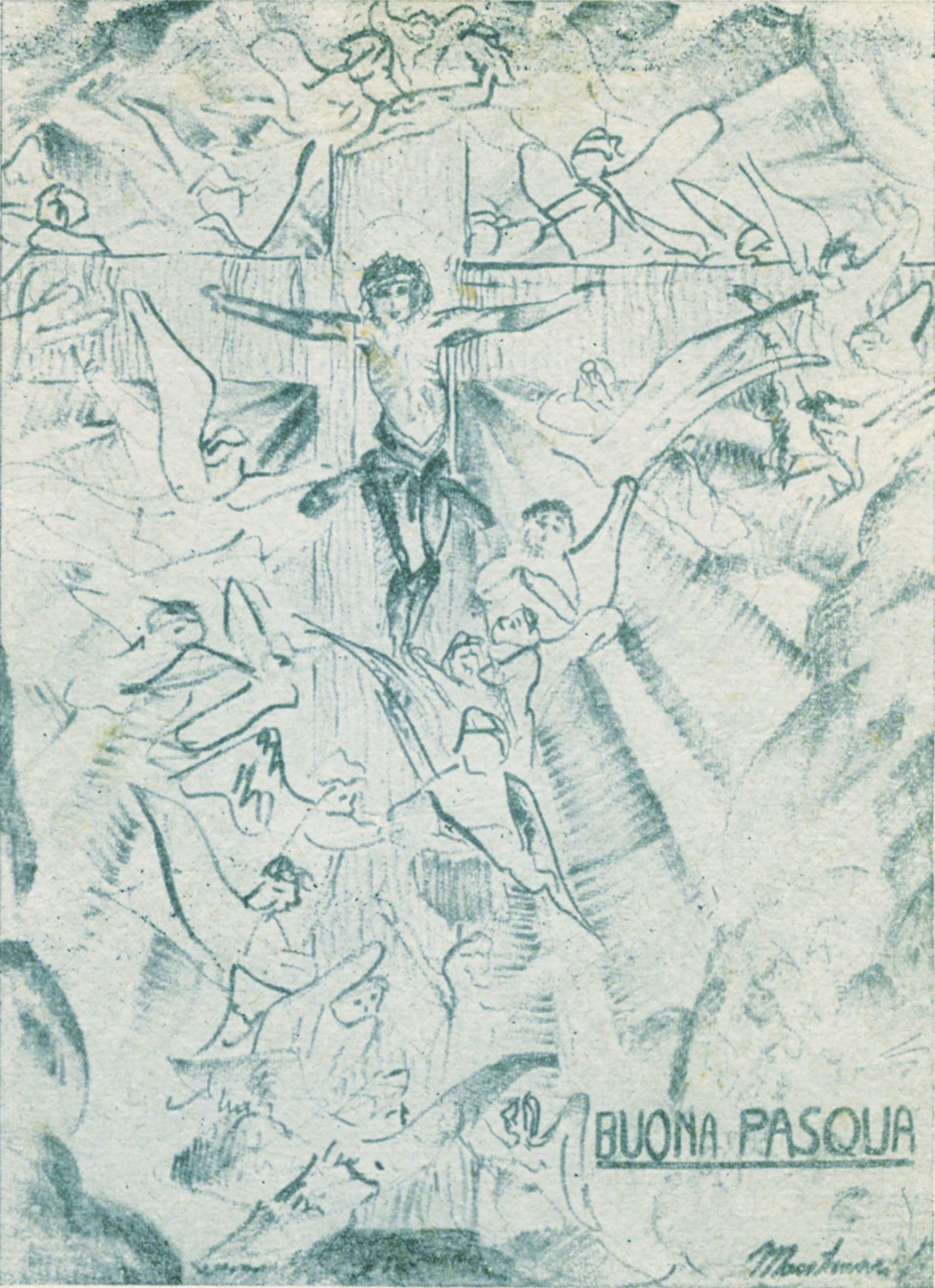
Crucifixion, encre de chine, 1949.

Un dessin à l'encre de Chine intitulé Crucifixion lui vaut, à l'âge de treize ans, la publication et la diffusion au niveau national de cette œuvre sous forme de cartes postales et la récompense de 800 lires pour la famille. À cette époque il bénéficiait de l'enseignement au collège du célèbre sculpteur et peintre Tonino Grassi (1913-1999). 
En 1957, à l'âge de 21 ans, il peint trois tableaux en direct des paysages de Saint-Ilario (Parme), intitulés Les ponts de S. Ilario, Groupe de la briqueterie et Maisons de paysans dans les environs de S. Ilario dans le cadre du prix de peinture S. Ilario d'Enza.
S'ensuivent une série d'expositions en 1965, dont celle de la Biennale Nationale des Régions (Ancône, les Marches, Galerie Europe Art) où il se voit attribuer le Diplôme d'Honneur de la Biennale des Régions pour ses deux tableaux intitulés Toits et maisons et Centrale électrique. 
Cela lui permet de participer la même année au Prix international Europe Art d'Ancône au même titre que les artistes Carlo Carrà (peinture), Marino Marini, (sculpture), Eugenio Montale (poésie), Giulio Carlo Argan (critique), Pier Paolo Pasolini (cinéma), les éditions Fabbri Editori (presse artistique) et d'être sélectionné parmi les « Cent artistes de la rue Margutta » pour sa XVIIIe édition, à Rome afin d'exposer ses œuvres dans cette rue célèbre au cœur de la capitale où il habite à cette époque et où naissent ses deux enfants Alexandre Montanari et Claudia Montanari.  
Sa carrière artistique est intimement mêlée à sa carrière de styliste de mode, qui l'amène à créer avec sa femme Rosanna Anceschi, ancienne couturière de Max Mara et Confit, leur propre atelier à Rome, avenue Mazzini.
En 1976 il est accueilli par la Galerie d'Art à Arona au bord du lac Majeur et des îles Borromées pour une rétrospective, qui précèdera son départ de son pays natal, avec sa femme et ses deux enfants, Alessandro et Claudia Montanari à la suite d'une proposition comme styliste pour la création de vêtements haut de gamme (groupe Korn).
En 1992 ses deux tableaux, Rêve d'un petit clown et Le miroir, sont exposés dans le cadre du Salon 92, Société des Artistes Français, au Grand Palais à Paris, puis en 1993 il expose dans le cadre du 37e Salon International des Arts Plastiques de Béziers. 
Son départ en France ne signe pas une interruption prolongée avec son pays natal puisqu'en 1995 sur invitation de l'historien Gino Badini (directeur des archives d'État de Reggio d'Émilie) et la Mairie de Reggio d'Émilie, ses peintures sont exposées dans leur totalité dans le cœur de la ville dans les salles d'exposition de la Galerie San Rocco,,. 
Sollicité par l'auteur Marco Pattacini, Mino Montanari s'engage dans le projet collectif Au-delà du mur à Reggio d'Émilie en 1996, en faisant donation de son tableau Confidences au profit de l'Association pour la Recherche et les soins du SIDA (ARRCA). 

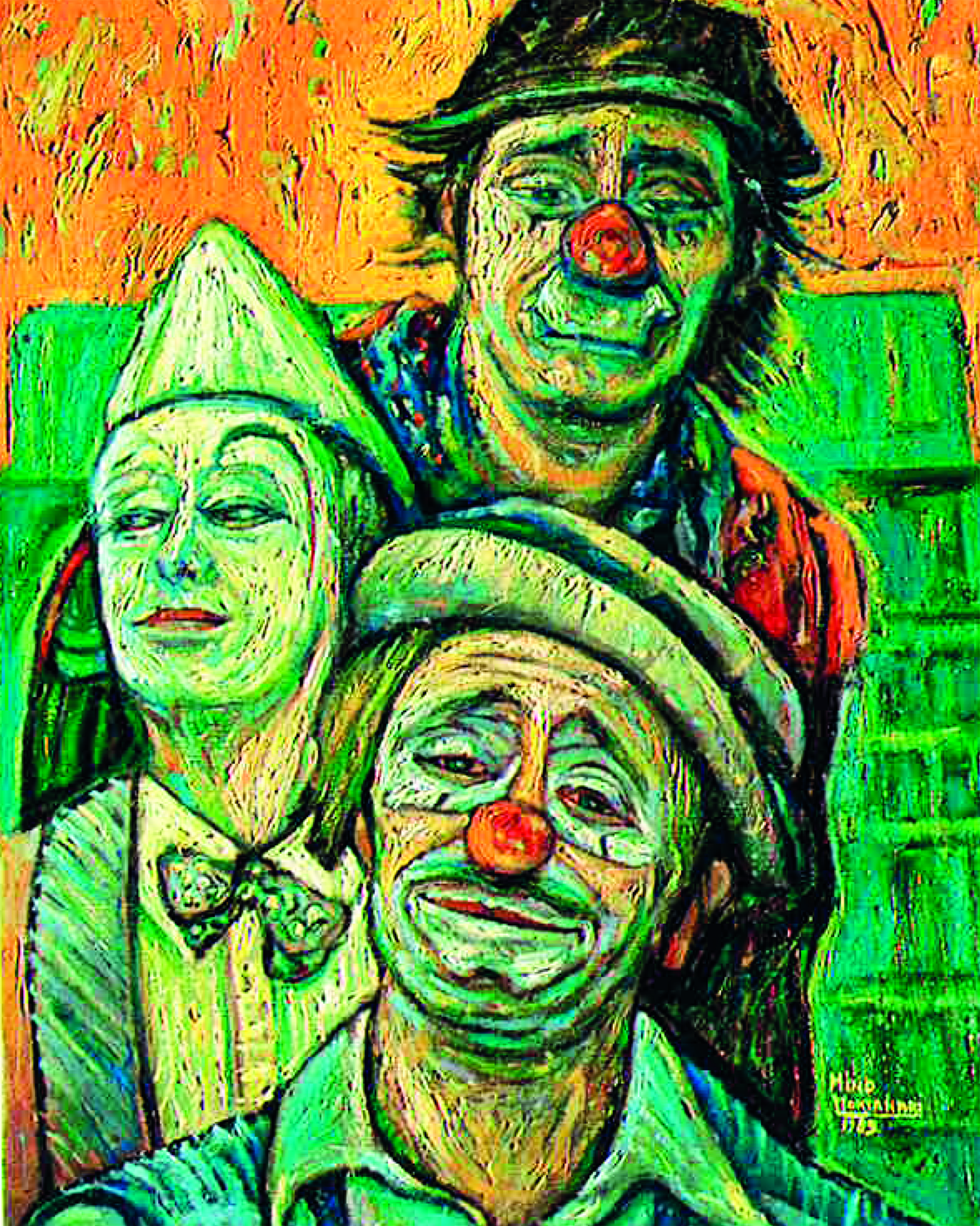
Les artistes, 1989
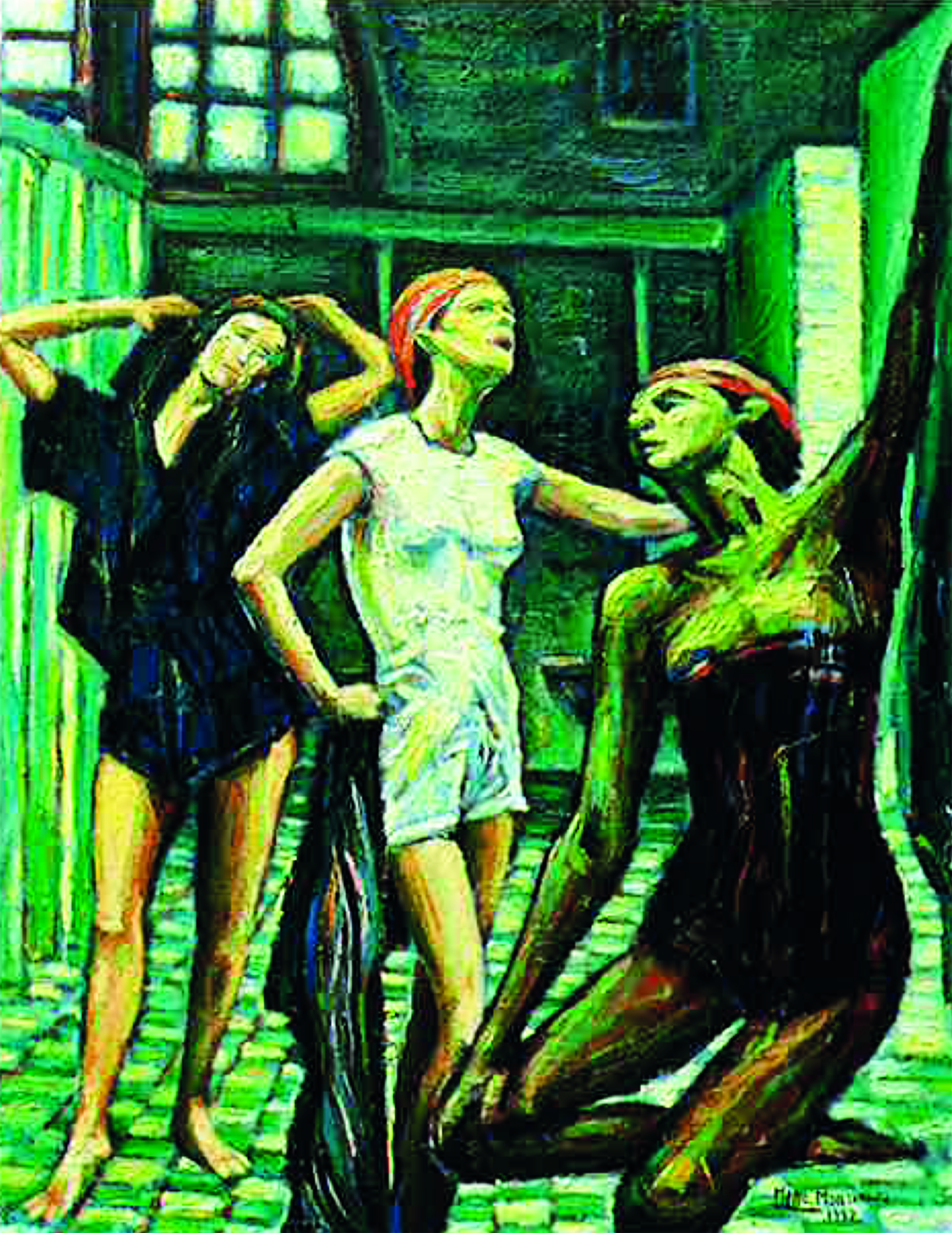
Les loges, 1982
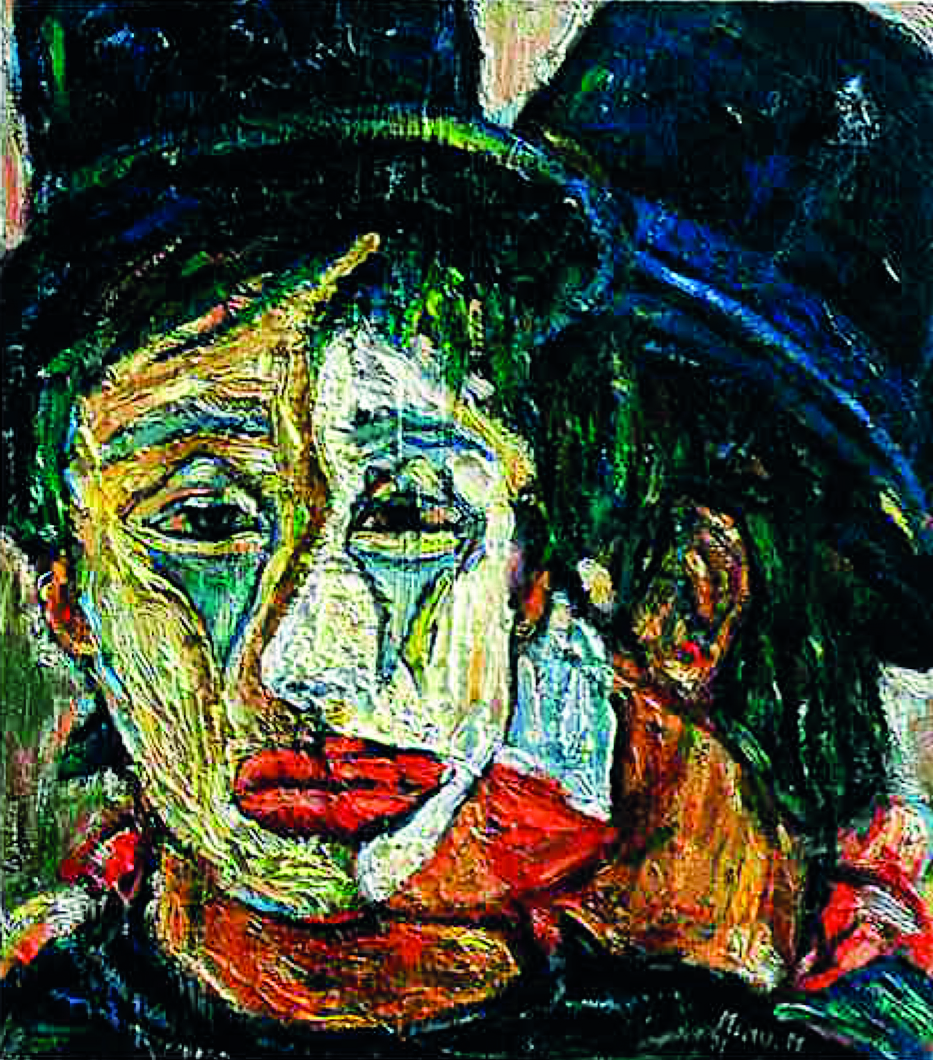
Identité, 1991
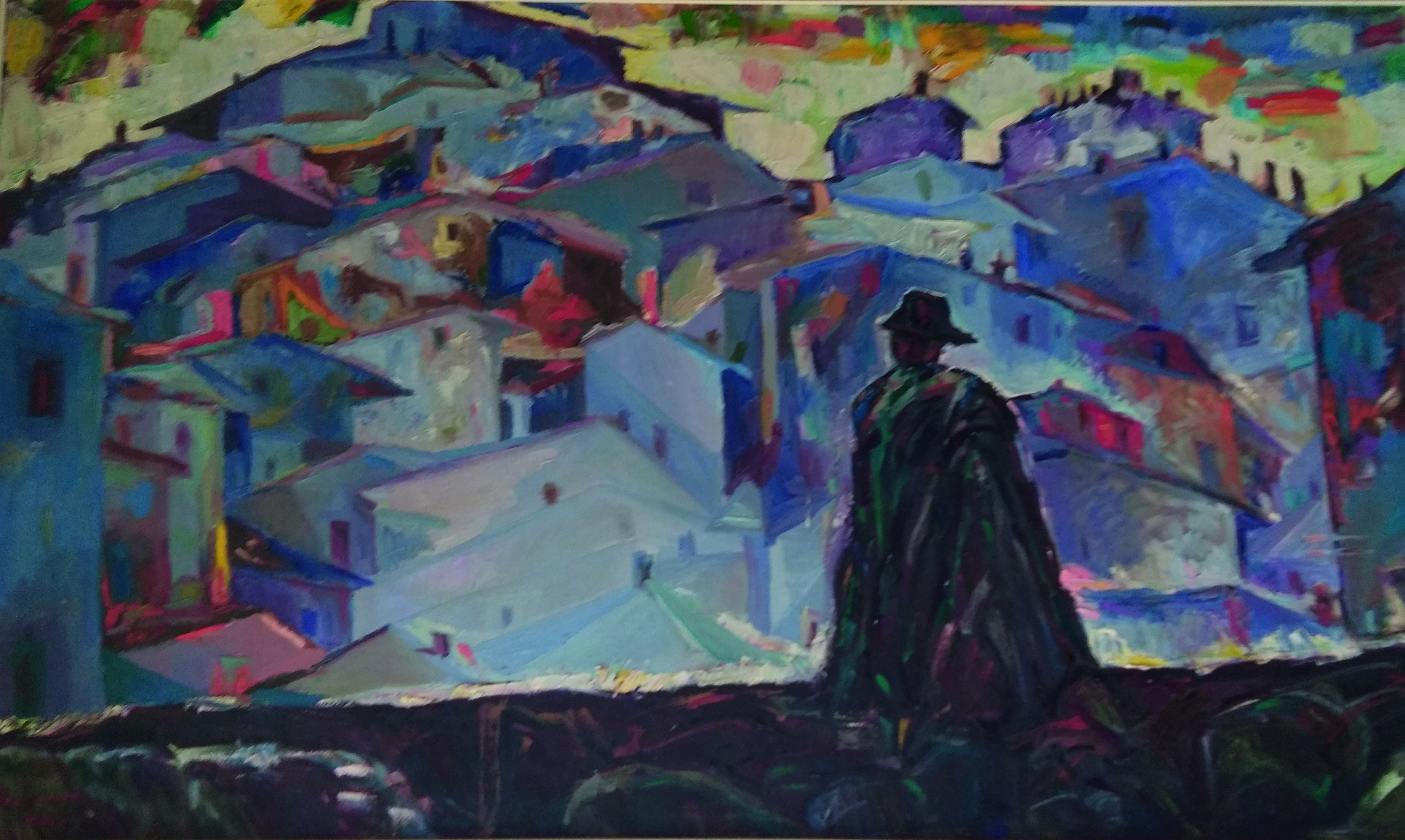
Le retour au village

Cependant son itinéraire artistique ne vient pas marquer une rupture avec son pays d'adoption, la France, bien au contraire.  En effet il expose à Saint-Cyr-sur-Loire et à Tours en 1996 puis en 1998. 
En 1997 il est invité à exposer ses œuvres au château Pierre-de-Bresse par Dominique Rivière, Conservateur en chef du patrimoine et Directeur de l'écomusée créé en 1981, par l'ex ministre de l'Intérieur et de la Défense Pierre Joxe ,,,,. 
Le trait d'union qu'il vient marquer entre l'Italie et la France se renforce en 2000 dans le cadre du jumelage Parme/Tours : ses tableaux sont exposés dans les salles du monastère San Paolo à Parme sous le titre de Mino Montanari peintre émilien à Tours du 3 au 12 mars et son portrait est esquissé dans la revue La Voix des italiens en France et dans la revue 23 Marzo sous le titre Cavriago mon amour.

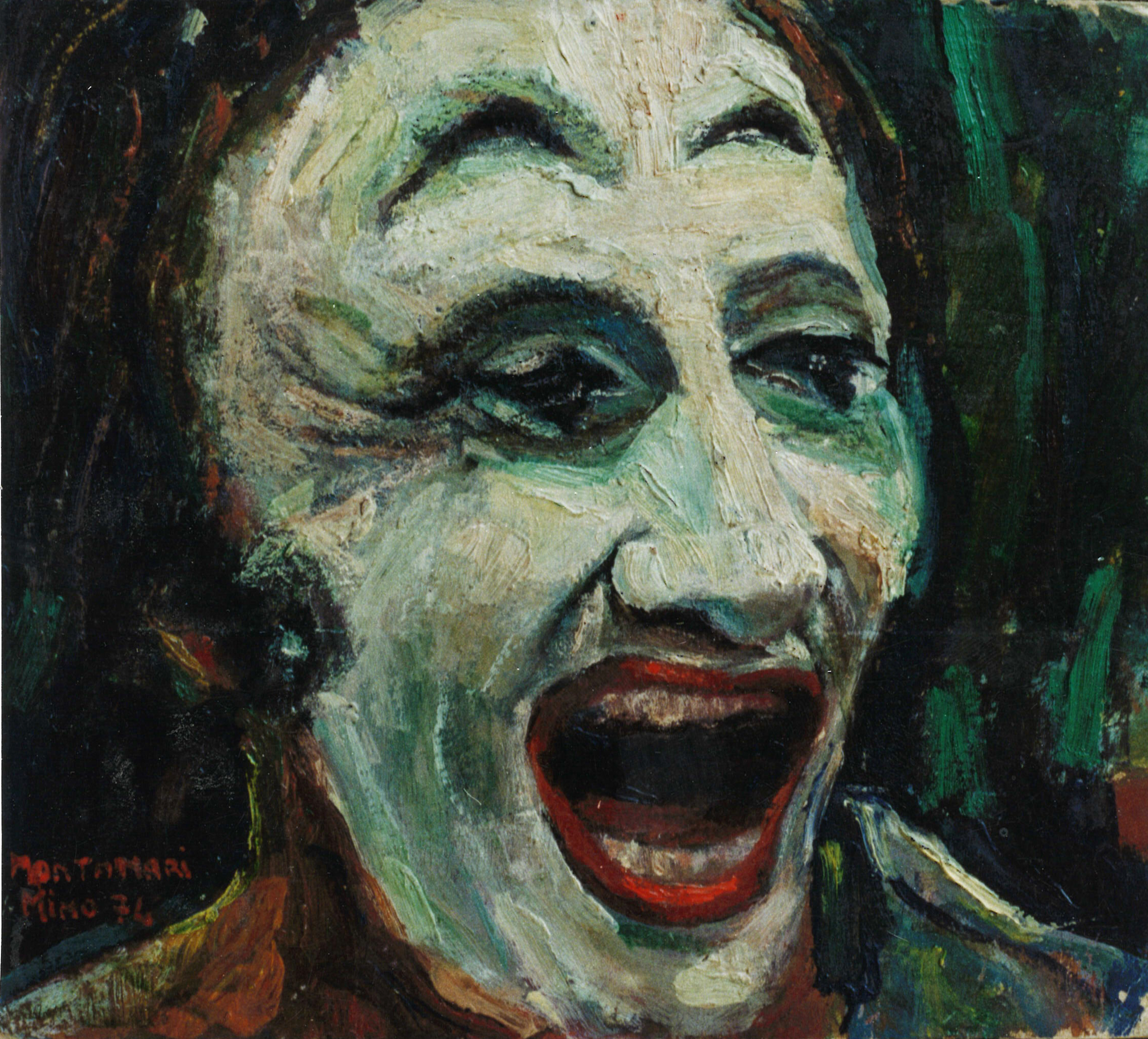
Le pitre, 1974
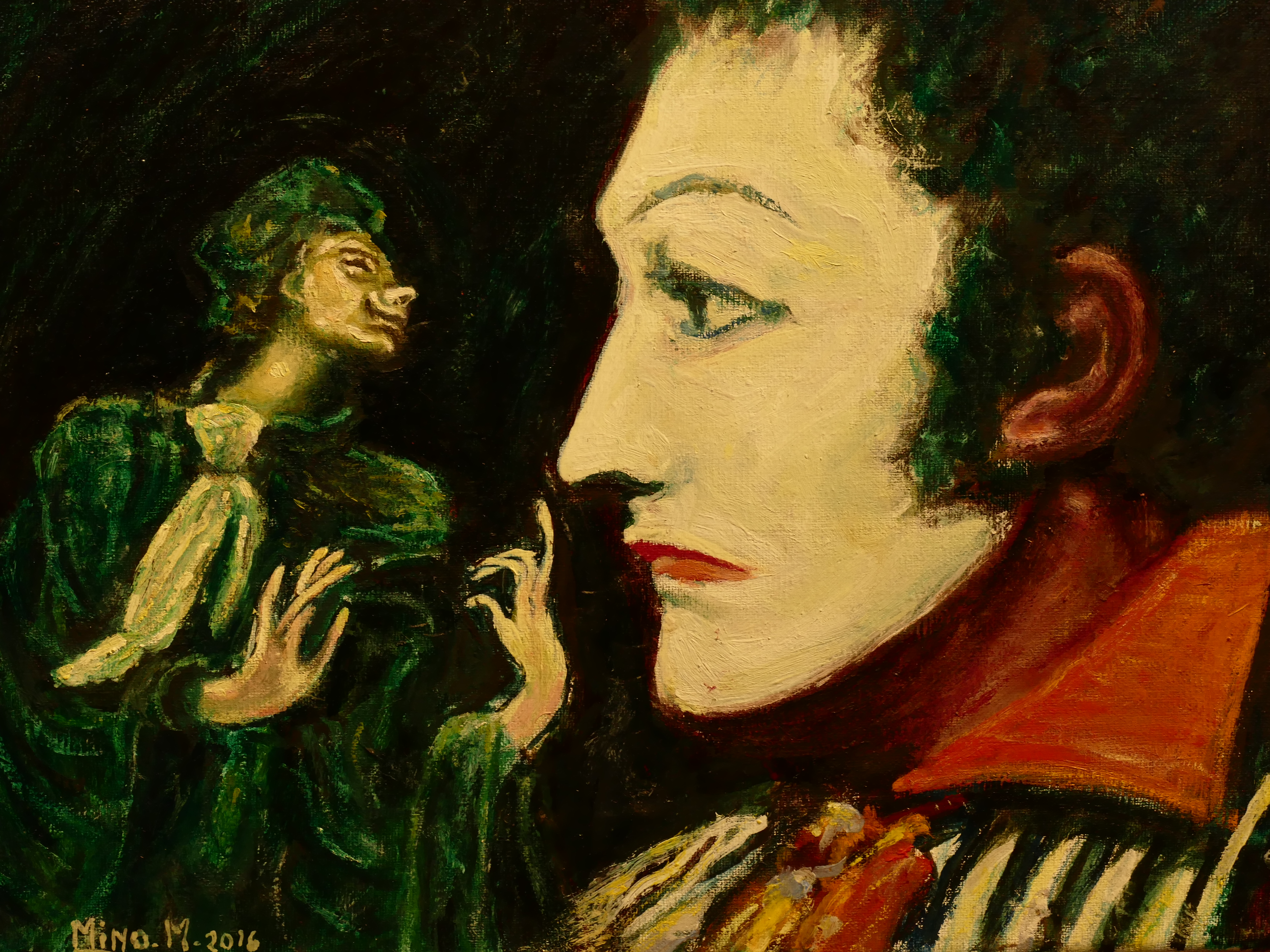
Toi c’était moi, 2016
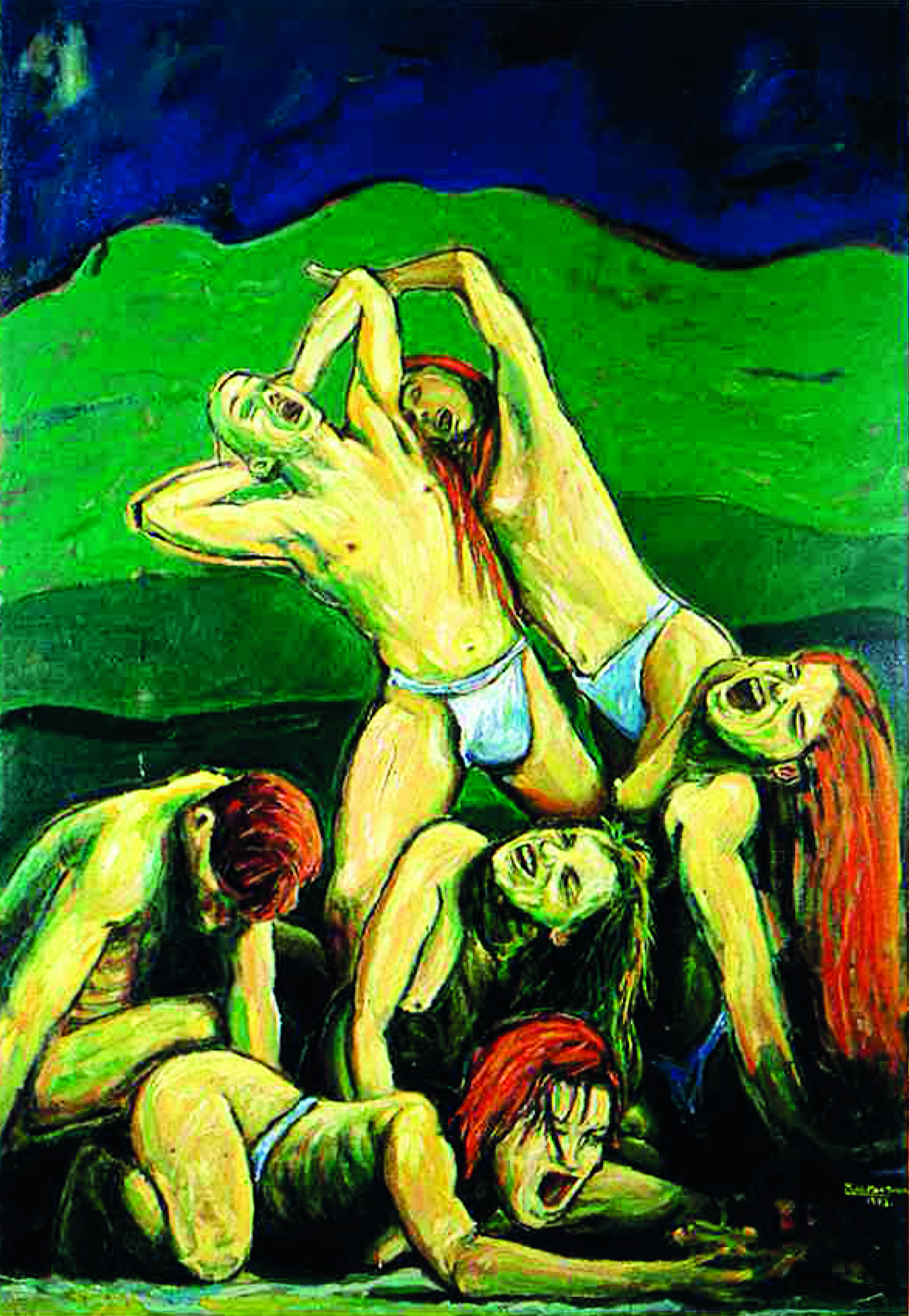
Le ballet du diable, 1993

Il lui a été demandé de participer à la première artothèque d'Italie, qui a vu le jour dans son village natal en 2011, à Cavriago. 
Un partenariat culturel international a été mis en place entre le maire de Louhans-Châteaurenaud, Frédéric Bouchet, le directeur de l’écomusée de la Bresse, Dominique Rivière, le maire de Cavriago Paolo Burani lors d' une rencontre officielle en Italie à Cavriago en octobre 2016[réf. nécessaire]. 
À cette occasion ils ont été reçus par Natalia Maramotti, adjointe  au maire de Reggio d'Émilie à la culture de la légalité, de la ville historique et de la sécurité[pas clair],. Il est déjà possible de consulter quelques-unes de ses œuvres en ligne. Un hommage et une rétrospective de son œuvre lui ont été rendus de son vivant au Musée des Baux Arts de Louhans et à l'écomusée Pierre-de-Bresse d'avril à fin septembre 2018. Les expositions ont ensuite été accueillies dès novembre 2018 en Italie à la Galleria Parmeggiani de Reggio d'Émilie et au Centre Culturel Multiplo de Cavriago,,. Il a pu ainsi avant de mourir à son domicile dans la maison atelier  de Louhans, autre œuvre d'art à son image, porter à terme son projet entre les deux pays et bénéficier de la grande reconnaissance artistique rendue à son œuvre.

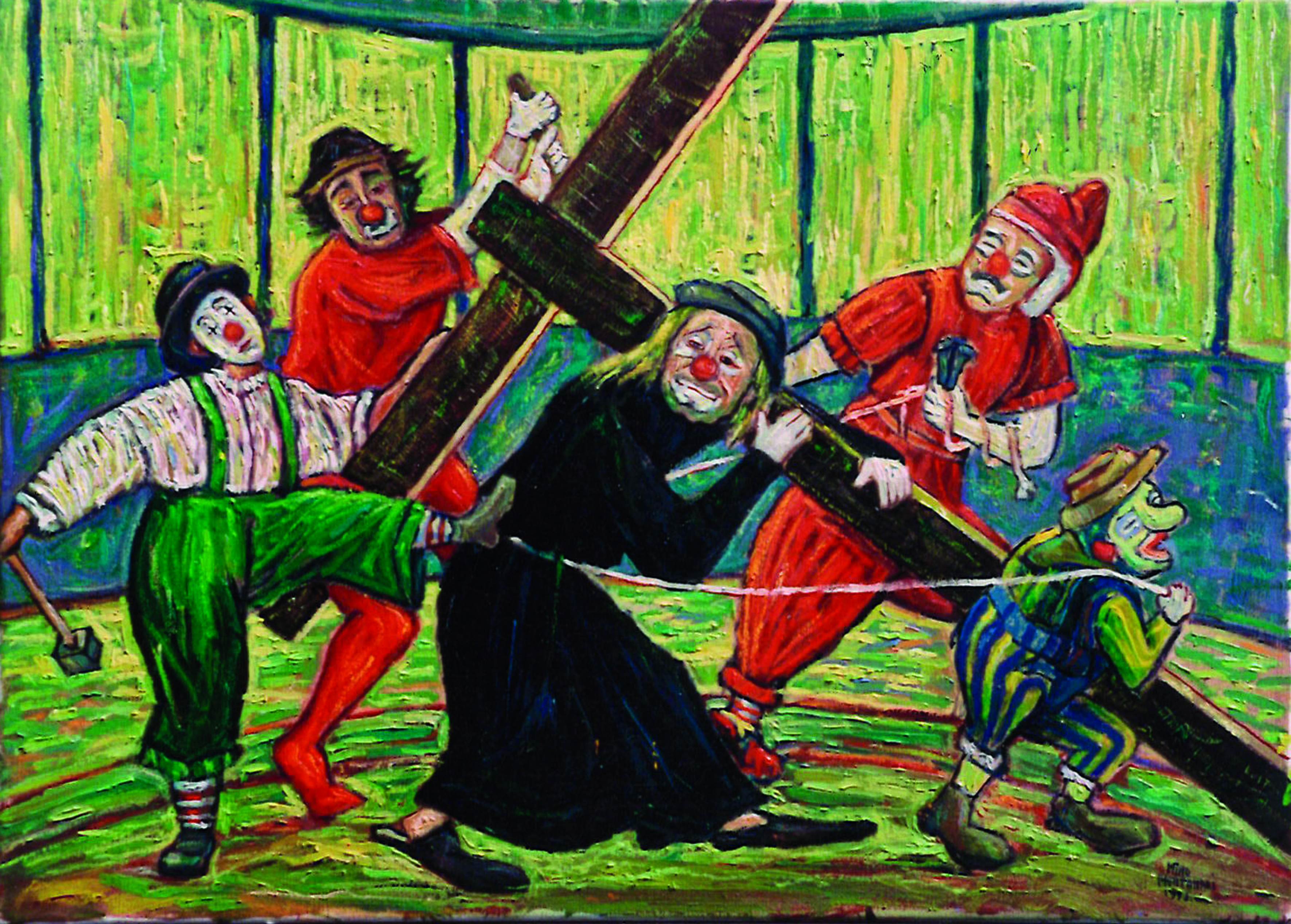
La croix, 1993
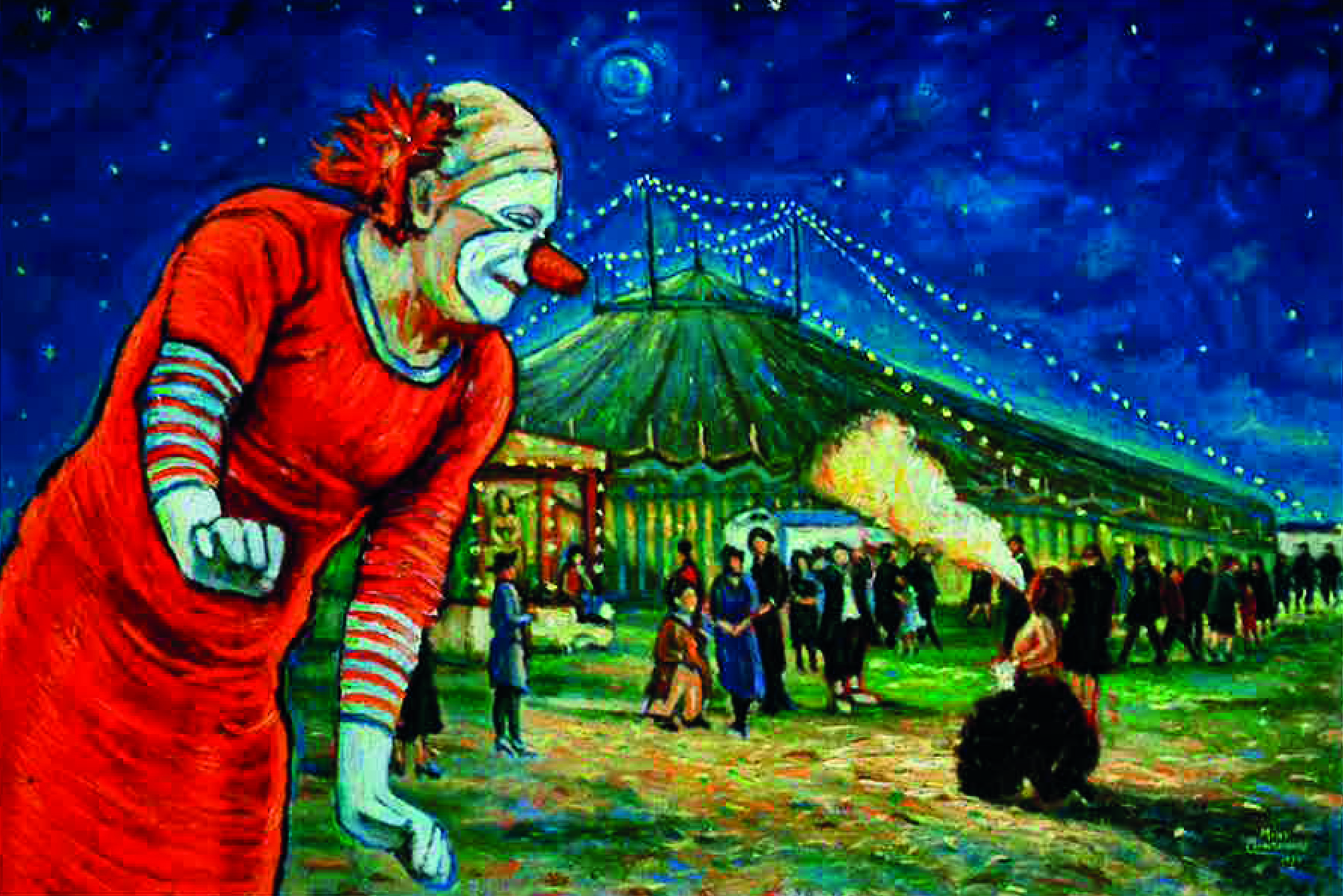
Excessivement rouge, 1997
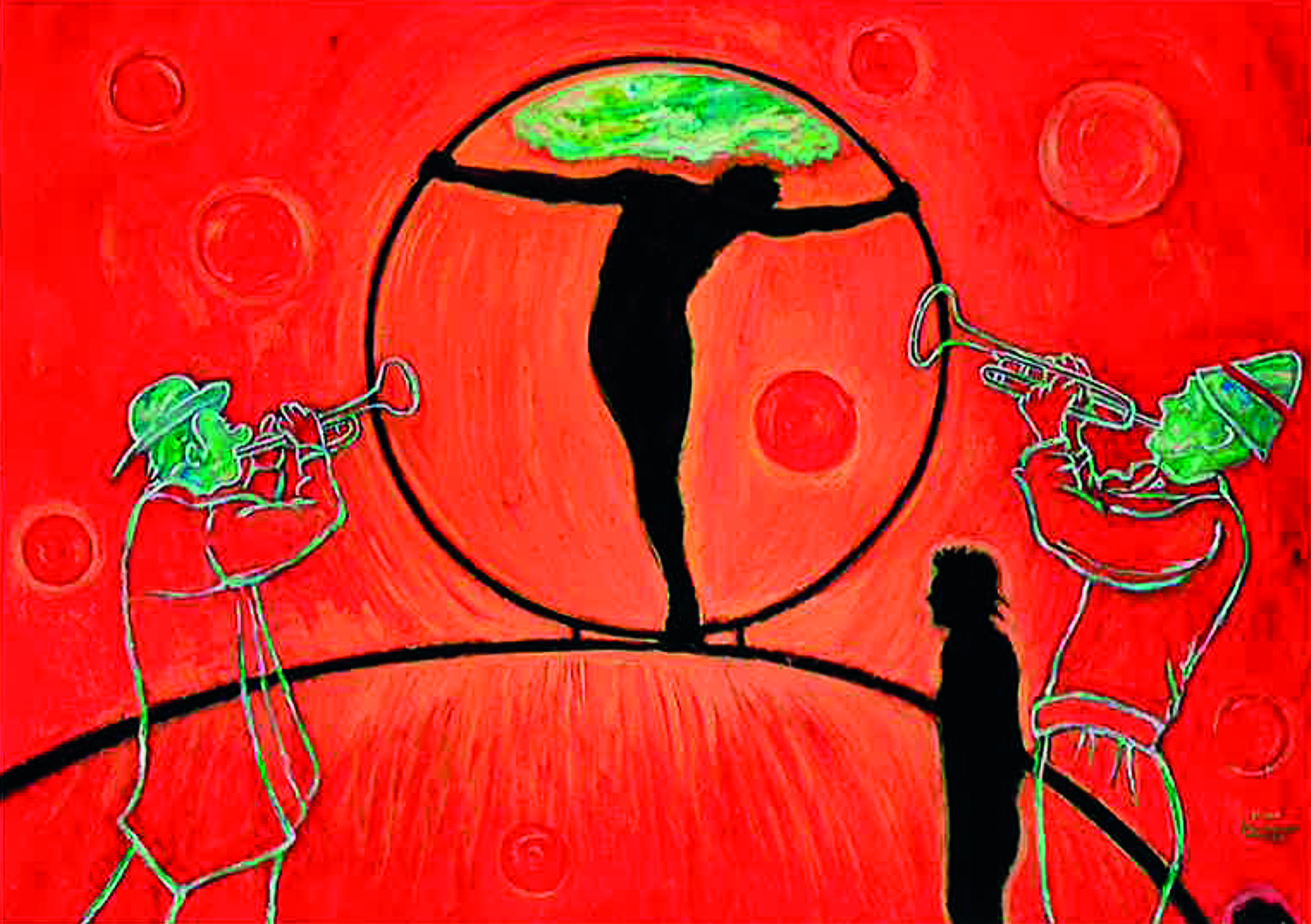
Formes noires comme des acrobates, 1997